# Glen Davies
Glen G. Davies (Kansas City, Kansas, 21 de mayo de 1925-Colorado Springs, 7 de febrero de 2013) fue un árbitro de voleibol estadounidense. Fue incluido en el Volleyball Hall of Fame en 1989.
En 1966, Davies fue el primer estadounidense en ser árbitro certificado de la FIVB. Participó en los primeros Juegos Olímpicos en donde el voleibol fue uno de los deportes participantes: 1964 1968, 1972, 1976. Entre 1978 y 1982 dirige la Comisión de Árbitros Especiales FIVB. Más tarde, ejerce como director de la competición de voleibol en los Juego Olímpicos de Los Ángeles 1984.